# KDiskFree

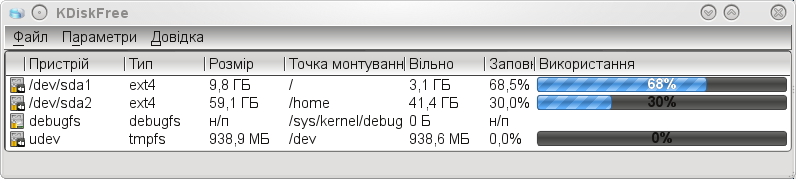
Знімок KDiskFree в KDE 4.3

Kdf (KDiskFree) — KDE-утиліта для відображення інформації про доступні файлові пристрої (жорстких дисків, дискет, CD тощо.), про їх розмір, вільний простір, точку монтування. Графічний аналог консольної команди df.

## Можливості
Дозволяє монтувати й демонтувати пристрої й відкривати їх у файловому менеджері, стежити за кількистю вільного місця, змінювати точку монтування.
Під час виконання команди ви можете скористатися загальними параметрами командного рядка Qt™ і KDE, список таких параметрів можна отримати за допомогою команди kdf --help.
Запуск утиліти kdf — Alt+F2, kdf або через стандартне меню К.